# Fat Tong Mun
Fat Tong Mun (kinesiska: 佛堂門, 佛堂门) är ett sund i Hongkong (Kina). Det ligger i den östra delen av Hongkong.